# شکارچی-گردآورنده شرقی
شکارچی-گردآورنده شرقی یا شکارچی-گردآورنده شرق اروپا (به انگلیسی: Eastern Hunter-Gatherer یا East European Hunter-Gatherer) که به‌طور خلاصه EHG نامیده می‌شود اشاره به جمعیت شکارچی-گردآورنده شرق اروپا در دوره میان سنگی دارد که مخلوطی از جمعیت‌های دیرین شمال اوراسیا و شکارچی-گردآورنده غربی بود. قلمرو سکونت EHG از غرب تا رود دانوب و دنیپر تا دریای بالتیک از شرق تا کوه‌های اورال و از جنوب تا استپ پونتی-خزر وسعت داشت.

## ژنتیک
آمیزه ژنتیکی EHG مخلوطی بود از دیرین شمال اوراسیا  و شکارچی-گردآورنده غربی(با نسبت تقریبی %75 ANE و %25 WHG). هاپلوگروپ‌های R1a و R1b (وبه میزان کم J وI) دربین آن‌ها رایج بود وهاپلوگروپ‌های دی‌ان‌ای میتوکندریایی C1g و U5a.  آن‌ها پوست سفید، موهای روشن و چشمان تیره داشتند موهای روشن توسط این گروه به اروپا گسترش یافت ..فرهنگ گورچالی که به هندواروپایی‌های اولیه نسبت داده می‌شود آمیزه‌ای بود از ۵۷ درصد EHG و مابقی که بیشتر هاپولگروپ مادری بود ازشکارچی-گردآورنده قفقاز (CHG)بودند.